# Mister E
Mister E, il cui vero nome è Erik, è un personaggio dei fumetti creato da Bob Rozakis e Dan Spiegle, pubblicato dalla DC Comics. Appartiene principalmente nell'universo Vertigo, nonostante appaia talvolta anche nell'Universo DC. La sua prima apparizione è in Secrets of the Haunted House n. 31 (dicembre 1980), ed è stato un personaggio ricorrente della serie per dieci numeri. È stato poi modificato radicalmente da Neil Gaiman per essere utilizzato in The Books of Magic, dopo il quale è apparso in una miniserie propria. Questa miniserie sembra non essere in continuity poiché alcuni dettagli presenti in essa contraddicono quanto narrato nella successiva serie regolare della Vertigo Books of Magic.

## Biografia del personaggio
Quando era un ragazzo Erik veniva ripetutamente picchiato dal padre. Erik cercò di proteggere sua sorella Katarina da suo padre ma non ci riuscì. Un giorno Erik trovò delle fotografie di sua madre e di sua sorella nascoste sotto il letto del padre. Questi scoprì che Erik era a conoscenza dei suoi segreti, così cavò gli occhi di Erik con un cucchiaio affilato. Suo padre credeva che l'umanità fosse intrinsecamente malvagia e pensava che accecando suo figlio, egli lo stava salvando dalla tentazione. Queste esperienze giovanili resero Erik uno psicotico e un pericoloso fanatico: ama ancora profondamente suo padre, così tanto da cancellare dalla sua mente il motivo per cui egli l'ha menomato, inventandosi che lo ha fatto perché aveva colto Erik mentre sbirciava furtivamente una rivista per adulti.
Erik si spostò a Boston e sotto il nome di Mister E raggiunse la fama sia come storico che come vigilante che scova e distrugge ciò che percepisce essere malvagio. Il suo forte è il soprannaturale e nel corso degli anni si è scontrato con molte creature magiche.
Mister E si è unito a Dottor Occult, John Constantine e allo Straniero Fantasma per insegnare al giovane Tim Hunter la magia. Tim era destinato a diventare il più potente mago del mondo e che sarebbe stato l'ago della bilancia che avrebbe cambiato le sorti del destino del mondo portandolo a un futuro completamente nuovo. Ma Mister E credeva che un giorno egli sarebbe potuto diventare una minaccia per l'umanità. Mister E viaggiò nel futuro con Tim, mostrandogli una linea temporale in cui Tim guidava le forze del male contro il mondo. Tuttavia, come ammesso da E, nessun futuro è scritto e non è chiaro quale sarà quello che si verificherà alla fine. Mister E cercò quindi di uccidere Tim, ma fu fermato da Destino e Morte. Essi rispedirono Tim indietro nel suo tempo, ed indebolirono temporaneamente Mister E in modo tale che egli potesse andare indietro nel tempo un passo alla volta.
Mister E era determinato a tornare ed uccidere Tim, ma fu distolto dal proposito in tempo dalla Tentatrice e dallo Shadower. Questi due esseri mistici rappresentavano parti represse della mente di Mister E. Alla fine Mister E e lo Shadower distrussero la Tentatrice.
Nel suo viaggio di ritorno dalla fine del tempo, E si è imbattuto in Pyotr Konstantin che lo ha seguito passo passo fino al presente.
Mister E ha preso la difficile decisione di lasciare vivere in pace Tim Hunter, spezzando in questo modo il ciclo di violenza iniziato dal padre di E.

## Apparizioni
- Secrets of Haunted House n. 31 (dicembre 1980): The Twice-Cursed Man
- Secrets of Haunted House n. 32 (gennaio 1981): Those Who Pass Judgment
- Secrets of Haunted House n. 33 (febbraio 1981): Of Death and Life and Voodoo Drums
- Secrets of Haunted House n. 34 (marzo 1981): The Left Hand Never Knows
- Secrets of Haunted House n. 35 (aprile 1981): The Lair of Lady Frankenstein
- Secrets of Haunted House n. 36 (maggio 1981): Demon Spell
- Secrets of Haunted House n. 37 (giugno 1981): The Third Wish is Death
- Secrets of Haunted House n. 38 (luglio 1981): Conglomerate of Evil
- Secrets of Haunted House n. 39 (agosto 1981): The Witch-Hounds of Salem
- Secrets of Haunted House n. 40 (settembre 1981): The Were-Witch of Boston
- Secrets of Haunted House n. 41 (ottobre 1981): The Blood-Curse of Maule's Well
- Books of Magic (vol. 1) n. 1 (gennaio 1991): The Invisible Labyrinth
- Books of Magic (vol. 1) n. 2 (febbraio 1991): The Shadow World
- Books of Magic (vol. 1) n. 4 (aprile 1991): The Road to Nowhere
- Mister E n. 1 (giugno 1991): At the End of Time
- Mister E n. 2 (luglio 1991): Master!
- Mister E n. 3 (agosto 1991): The Temptress
- Mister E n. 4 (settembre 1991): The Power
- Abyss: Hell's Sentinel (dicembre 1995)
- Books of Magic (vol. 2) Annual n. 3 (1999): A Thousand Deaths of Timothy Hunter
- The Trenchcoat Brigade n. 1 (marzo 1999): Mercy Killer
- The Trenchcoat Brigade n. 2 (aprile 1999): The Kindness of the Wolf
- The Trenchcoat Brigade n. 3 (maggio 1999): Eyes of the Blind
- The Trenchcoat Brigade n. 4 (giugno 1999): A Lingering Death

## Poteri e abilità
In origine, Mister E era stato accecato da un incidente misterioso. Questo incidente gli diede la capacità soprannaturale di "sentire" gli altri. Spesso porta con sé armi per combattere creature soprannaturali (proiettili in argento, paletti, crocifissi ecc.).
Nella narrazione di Books of Magic Mister E fu accecato quando era ancora un bambino, dopo che il padre squilibrato gli cavò gli occhi per aver fissato una donna di basso carattere morale (sua madre). Ha anche la capacità mistica di vedere "ciò che deve essere visto", e può vedere il bene e il male nell'animo delle persone. Mister E soffre anche di un disturbo dissociativo dell'identità, passando dall'essere una persona moderata ad essere un Cristiano fondamentalista psicotico.